# 平野北
平野北（ひらのきた）は、大阪府大阪市平野区にある町名。現行行政地名は平野北一丁目および平野北二丁目。

## 地理
平野区の北西部に位置し、東に加美正覚寺、西に平野馬場、南に平野元町、北に生野区巽南と接している。

### 河川
- 平野川

## 歴史

### 沿革
1974年（昭和49年）、大阪市東住吉区平野泥堂町・平野市町・平野市町1 - 3丁目・加美細田町1 - 6丁目・加美正覚寺町の各一部より、平野区平野北1 - 2丁目成立。

## 世帯数と人口
2024年（令和6年）9月30日現在の世帯数と人口は以下の通りである。
| 丁目         | 世帯数  | 人口    |
| ------------ | ------- | ------- |
| 平野北一丁目 | 604世帯 | 1,084人 |
| 平野北二丁目 | 393世帯 | 784人   |
| 計           | 997世帯 | 1,868人 |

### 人口の変遷
国勢調査による人口の推移。
| 1995年（平成7年）  | 1,912人 | [ 6 ]  |  |
| 2000年（平成12年） | 2,014人 | [ 7 ]  |  |
| 2005年（平成17年） | 1,962人 | [ 8 ]  |  |
| 2010年（平成22年） | 1,856人 | [ 9 ]  |  |
| 2015年（平成27年） | 2,005人 | [ 10 ] |  |
| 2020年（令和2年）  | 1,940人 | [ 11 ] |  |

### 世帯数の変遷
国勢調査による世帯数の推移。
| 1995年（平成7年）  | 714世帯 | [ 6 ]  |  |
| 2000年（平成12年） | 812世帯 | [ 7 ]  |  |
| 2005年（平成17年） | 817世帯 | [ 8 ]  |  |
| 2010年（平成22年） | 806世帯 | [ 9 ]  |  |
| 2015年（平成27年） | 915世帯 | [ 10 ] |  |
| 2020年（令和2年）  | 911世帯 | [ 11 ] |  |

## 学区
市立小・中学校に通う場合、学区は以下の通りとなる。なお、小学校・中学校入学時に学校選択制度を導入しており、通学区域以外に通学区域に隣接している小学校・平野区内にある中学校から選択することも可能。
| 丁目         | 番                      | 小学校             | 中学校               |
| ------------ | ----------------------- | ------------------ | -------------------- |
| 平野北一丁目 | 全域                    | 大阪市立平野小学校 | 大阪市立平野北中学校 |
| 平野北二丁目 | 1～8番 9番15号 10～14番 | 大阪市立平野小学校 | 大阪市立平野北中学校 |
| 平野北二丁目 | 9番1～14号・16号        | 大阪市立加美小学校 | 大阪市立加美中学校   |

## 事業所
2021年（令和3年）現在の経済センサス調査による事業所数と従業員数は以下の通りである。
| 丁目         | 事業所数  | 従業員数 |
| ------------ | --------- | -------- |
| 平野北一丁目 | 79事業所  | 964人    |
| 平野北二丁目 | 38事業所  | 579人    |
| 計           | 117事業所 | 1,543人  |

## 交通

### バス
2020年4月
- 大阪シティバス[15]
  - 19号系統：平野馬場一丁目 - 両国橋

### 道路
- 国道479号
- 大阪府道159号平野守口線

## 施設
- 天王寺学館高等学校
- イオンタウン平野[16]
  - マックスバリュ平野駅前店
- 大阪平野北郵便局[17]
- 業務スーパー 平野駅前店[18]
- スーパーサンコー JR平野駅前店[19]
- ニトリ平野店
- 大阪市建設局平野市町抽水所
- 平野北公園

## その他

### 日本郵便
- 〒547-0041[3]（集配局：平野郵便局[20]）